# Huschke von Hanstein
Fritz Sittig Enno Werner ”Huschke” von Hanstein, född den 3 januari 1911 i Halle an der Saale, död den 5 mars 1996 i Stuttgart, var en tysk racerförare och stallchef.
von Hanstein kom från en preussisk adelsfamilj. Han började tävla i bilsport under 1930-talet och vann Mille Miglia 1940 med en BMW 328.
Efter andra världskriget ledde han Porsches tävlingsavdelning, samtidigt som han tävlade själv. von Hanstein hade även ledande poster inom Automobilclub von Deutschland.